# Mićun Jovanić
Mićun Jovanić (Split, 29 juli 1952 - Kaštel Gomilica, 26 juli 2010) was een Kroatische voetballer en voetbalcoach. Hij speelde meer dan tien seizoenen voor Hajduk Split. In België speelde hij ook één seizoen voor RSC Anderlecht.

## Speler
Mićun Jovanić werd geboren in Split, toen nog een Joegoslavische stad. Op jonge leeftijd sloot hij zich in Kaštela aan bij het plaatselijke NK Kaštel Gomilica. In 1969 maakte de toen 17-jarige verdediger de overstap naar de Joegeslavische topclub Hajduk Split, waar hij zijn debuut maakte in het eerste elftal.
In 1971 speelde de club kampioen, een jaar later won het de Beker van Joegoslavië. Jovanić groeide in het team uit tot een vaste waarde. De centrale verdediger werd een clubicoon. Twaalf seizoenen verdedigde hij de kleuren van Hajduk. In totaal veroverde hij vier keer de landstitel en vijf keer de Beker. Toch werd hij in zijn volledige carrière nooit geselecteerd voor de nationale ploeg.
Tijdens zijn eerste seizoenen werkte Jovanić nauw samen met coach Tomislav Ivić. Na een periode bij AFC Ajax keerde Ivić in 1978 terug naar Split. Na twee seizoenen vertrok hij opnieuw. Ditmaal belandde de trainer in België, waar hij de leiding kreeg over RSC Anderlecht. Hij nam de centrale verdediger Luka Peruzović, met wie Jovanić bij Hajduk een duo vormde, mee naar Brussel en overhaalde een jaar later ook Jovanić zelf om de overstap te maken.
Maar in tegenstelling tot zijn landgenoten brak Jovanić bij Anderlecht nooit door. Na één seizoen keerde de 30-jarige verdediger terug naar zijn thuisland. NK Solin, een tweedeklasser, werd zijn nieuwste club. Nadien voetbalde hij nog twee seizoenen voor de Franse tweedeklasser AS Béziers. In 1985 zette hij een punt achter zijn carrière als profvoetballer.

## Trainer
Na een roemrijke carrière als speler ging Jovanić aan de slag als voetbalcoach. Hij trainde voornamelijk clubs uit de lagere divisies van zijn thuisland. Zo was hij onder meer de coach van RNK Split en Segesta.

## Dood
In juli 2010 maakte de Kroatische pers bekend dat Mićun Jovanić leed aan alvleesklierkanker. Meteen nadien werd er geld ingezameld om de behandeling van de gewezen voetballer te kunnen betalen. Zo'n €20.000 werd verzameld, maar het geld kon niet bijdragen tot zijn genezing. Jovanić overleed op 26 juli 2010 in zijn woning in Kaštel Gomilica.